# First Boston
La First Boston Corporation è stata una banca d'affari di New York.

## Storia
La First Boston Corporation fu fondata nel 1932 come ramo specializzato negli investimenti a medio-lungo termine della First National Bank of Boston.
Divenne una ditta indipendente in seguito all'emanazione del Glass-Steagall Act, il quale imponeva la separazione fra le commercial banks (che non potevano investire in borsa per evitare un nuovo "crac" doo quello del 1929) e le merchant banks, che non potevano raccogliere i depositi dei risparmiatori. Così la First National Bank of Boston rimase una banca commerciale, venendo in seguito asorbita dalla Bank of America. Invece la recente First Boston investment Bank assorbì i rami specializzati nell'investimento a medio-lungo termine di altre grandi banche.
In questa strategia nel 1946 la Mellon Securities Corporation, la ex-banca d'investimenti della Mellon Bank, fu incorporata nella First Boston Corporation. La clientela esclusiva della Mellon Bank, consistente in grandi imprese ed enti governativi, permise alla First Boston di concludere importanti operazioni, come il primo collocamento di titoli di debito della Banca Mondiale o un'offerta pubblica d'acquisto sulle azioni della Gulf Oil Corporation nel 1948 (la più grossa fino allora).
Nel 1959 la First Boston Corporation curò i primi collocamenti di titoli di stato americani e giapponesi dal 1930.
Negli anni Settanta la First Boston era considerata una delle quattro maggiori merchant banks del mondo (il cosiddetto bulge bracket) insieme alla  Morgan Stanley, alla Dillon Read e alla Kuhn Loeb & Co..
Nel 1971 la First Boston Corporation fu quotata alla Borsa di New York.

### Credit Suisse First Boston
Il rapporto con il Credit Suisse iniziò nel 1978, quando la casa bancaria londinese White Weld & Co. fu acquisita dalla Merrill Lynch. Diconseguenza la White Weld smise di operare sulla piazza di Londra in collegamento con il Credit Suisse e la First Boston si fece avanti, creando la Financiére Crédit Suisse-First Boston, una joint venture paritaria generalmente nota come Credit Suisse First Boston.
La First Boston divenne la principale operatrice in materia di mergers and acquisitions, grazie ad un gruppo di lavoro guidato da Bruce Wasserstein e Joe Perella, che orchestrò operazioni come la scalata della Texaco alla Getty Oil. Nel 1987, il lavoro di M&A contribuiva per metà dei profitti aziendali e Wasserstein chiese di dirottare sul suo gruppo maggiori risorse aziendali a scapito del commercio di obbligazioni. Dopo il rifiuto da parte della direzione, Wasserstein e Perella se ne andarono e fondarono la loro ditta, la Wasserstein Perella & Co..
Nel 1988 il Credit Suisse acquisì il 44% della First Boston.
Nel 1989 il mercato dei cosiddetti junk bonds crollò, lasciando la First Boston incapace di riscattare centinaia di milioni che aveva prestato per operazioni di leveraged buyout della Ohio Mattress Company. In tale occasione il Credit Suisse salvò la First Boston e ne assunse la quota di controllo nel 1990. Nonostante questa sistemazione fosse presumibilmente illegale per violazione del Glass Steagall Act, la Federal Reserve, l'autorità bancaria americana, decise che l'integrità dei mercati finanziari fosse meglio tutelata evitando il fallimento di una grossa banca d'affari anche se ciò significava una fusione di fatto fra una banca commerciale ed una merchant bank.

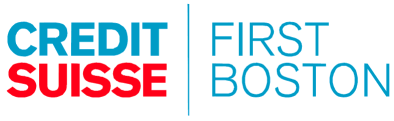
marchio del Credit Suisse First Boston usato fra il 1996 e il 2006

Nel 1996 il Credit Suisse acquisì la rimanente quota del CS First Boston dalla dirigenza e ribattezzò la banca di investimenti, operante in Europa, Stati Uniti ed Estremo Oriente, Credit Suisse First Boston, facendone un marchio planetario.
Credit Suisse First Boston ebbe un ruolo guida come banca della Silicon Valley e dell'informatica della West Coast in generale: gestì (da sola o in consorzio) i collocamenti e le OPA di Amazon.com, Cisco Systems,  Silicon Graphics e Netscape. Inoltre, seguì importanti operazioni per Apple, Compaq e Sun Microsystems.
Il Credit Suisse abbandonò il nome "First Boston" nel 2006 per permettere alla casa madre di "comunicare con la clientela, i dipendenti e gli azionisti, come un'unica grande organizzazione".